# Sao xanh
Sao xanh hay sao lá mía (danh pháp khoa học: Hopea helferi) là một loài thực vật thuộc chi Sao, họ Dầu, phân bố tự nhiên ở các nước Campuchia, Ấn Độ, Malaysia, Myanmar và Thái Lan.